# Reddit
Reddit（レディット）は、アメリカ合衆国の掲示板型ソーシャルニュースサイト。主に英語圏のユーザーを対象とする。ニュース記事、画像のリンクやテキストを投稿し、コメントを付けることが可能。カリフォルニア州サンフランシスコに拠点を置くReddit, Inc.が運営する。2021年1月時点の月間利用者数は4億3000万人。欧米ではTwitterユーザー数並び利用時間を超える。

## 概要
ウェブサイトへのリンクを収集・公開するソーシャルブックマークサイト。ニュース記事、画像などの紹介や感想募集のトピックを誰でも立てられるソーシャルニュースサイトでもあり、トピックについてのコメントを誰でも書き込める電子掲示板の一種でもある。
投稿されたトピックやコメントは他のユーザの投票にかけられる。各ユーザはそのトピックやコメントについての得点を一点足したり (UV, upvote)、引いたり (DV, downvote) できる。投票結果とその時間経過によってランク付けされ、ランク順に表示される。
Redditでは特定の領域向けに焦点を当てたコミュニティをサブレディット (subreddit) と呼ぶ。これは匿名掲示板2ちゃんねるなどにおける『板』に相当するものであるが、ユーザーが自主的に立ち上げることが可能である。掲示板の管理人に相当するMOD (Moderator) はユーザーの中から選ばれる。
一般的な掲示板システムとは投稿時のUIは異なる。Redditでは記事執筆時にサブレディットを選んで投稿する。Twitterのタグ付の感覚でサブレディットを選べるが、実際はタグ付けとは異なりサブレディットへの投稿である。
閲覧だけなら誰でも可能であるが、コメントや投稿を行う場合にはアカウント登録が必要である。登録自体はアカウント名とパスワードを決めるだけの簡単なものであり、メールアドレス登録は任意、その他の個人情報は必要としない。
2024年3月時点の国別利用者を見ると、アメリカ合衆国からのアクセスが48.7％で最も多く、イギリス7.2％、カナダ7.0％、オーストラリア4.2％、ドイツ3.1％と続く。
GoogleがSEO（検索エンジン最適化）対策で汚染されているので、Redditで知りたい情報を検索するという米国人も多い。

## 歴史

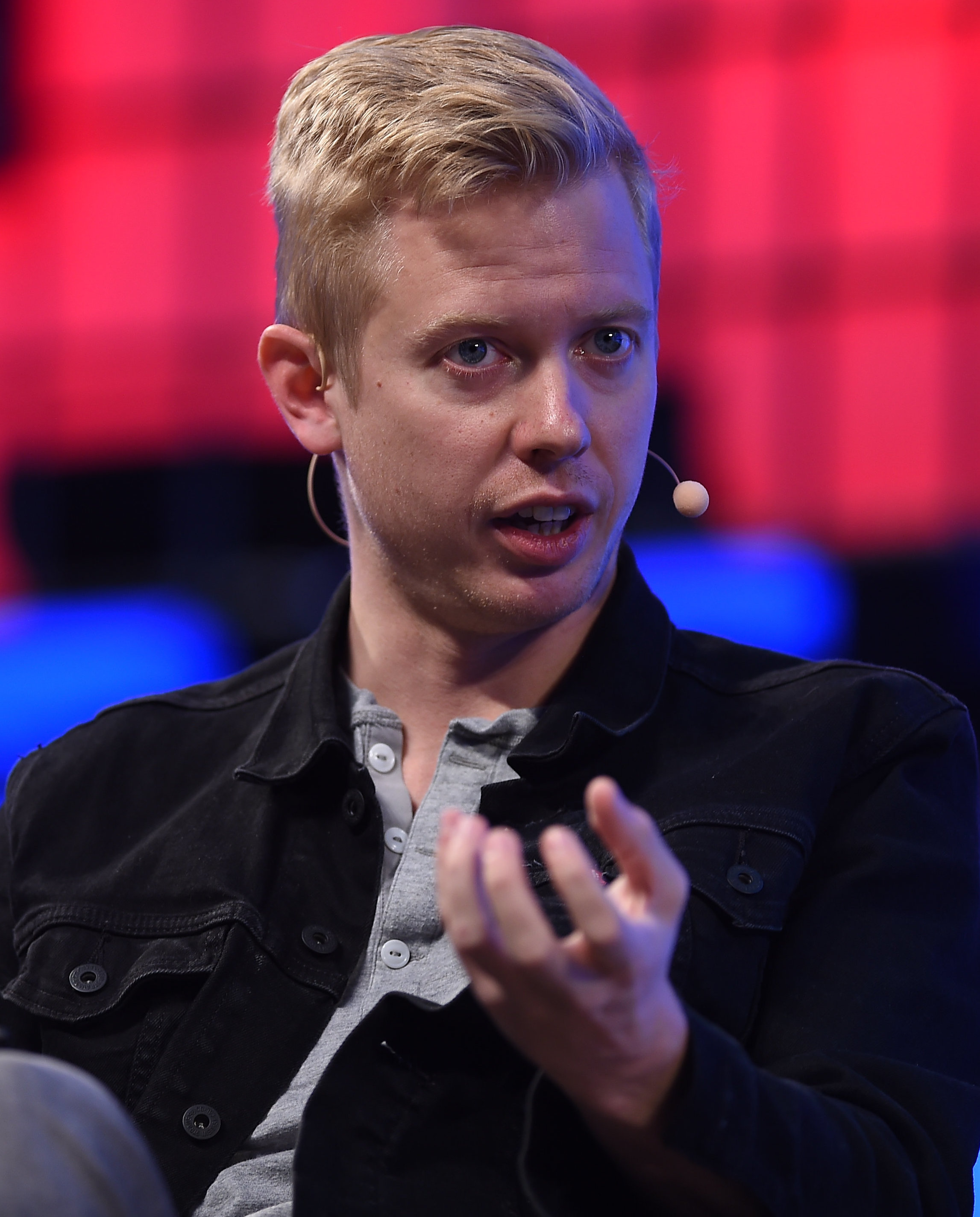
CEOのスティーブ・ハフマン（2017年）

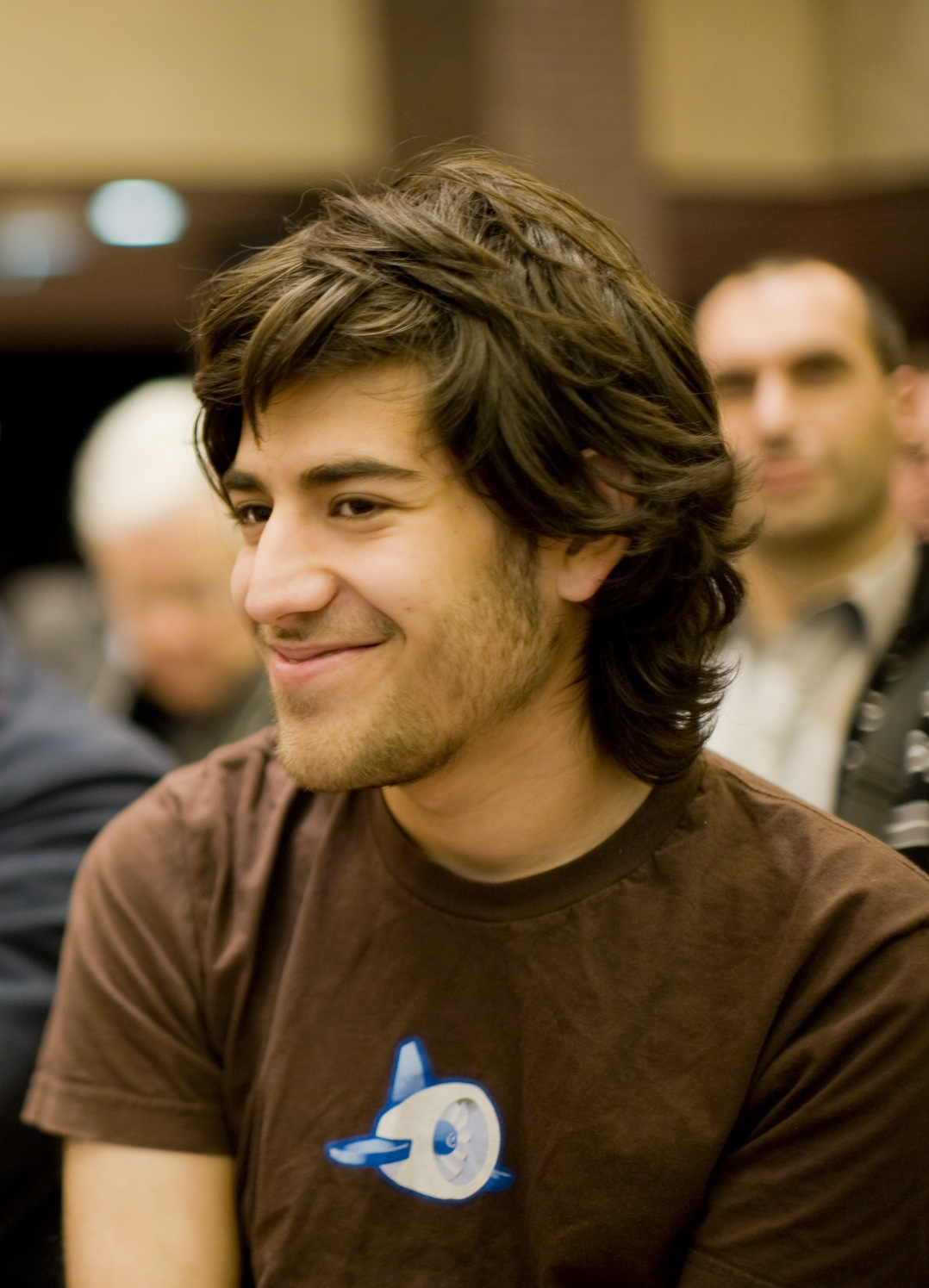
ハクティビストとしても知られたアーロン・スワーツ（2008年）

Redditはサンフランシスコに拠点を置く。スティーブ・ハフマンとアレクシス・オハニアンが2005年に創業し、ベンチャーキャピタルのYコンビネータから初期の出資を得た。創業チームにはクリストファー・スローが2006年1月に加わり、Infogamiの合併の結果、アーロン・スワーツが同年2月に加わった。
創設者アレクシスの考案によるredditのマスコット「snoo」は、「可愛い知的な未来からの生物」である。マスコットは祝日その他のイベントに応じて頻繁に変更される。
2019年、中国テンセントから3億ドルの資金調達を受け、Redditの評価額は30億ドルに達した。2021年8月には米資産運用大手のフィデリティ・インベストメンツから最大7億ドルの資金調達を受けることで合意し、企業価値は100億ドル（1兆1000億円）を超えている。将来的には株式上場も視野に入れている。
2020年7月、画像を20点まで複数添付できる「Image Galleries」機能が追加され、外部の画像アップロードサイトを使わずに画像を貼付可能となった。
2020年12月、短尺動画サービスのDubsmashを買収したことを発表した。
2024年2月、ニューヨーク証券取引所に上場した。

## コミュニティ・文化
Redditの特筆すべき文化、サブレディットの一つに2009年5月に設立されたIAmA (AMA) と呼ばれるものがある。これは"I Am A"（私は〜である）もしくは"Ask Me Anything"（何でも聞いて）の頭文字であり、投稿者がユーザーの質問に答えるというものである。著名人の参加者として、2012年の選挙キャンペーン中のバラク・オバマ大統領や、マドンナ、ビルゲイツ、ロジャー・フェデラーなどが挙げられる。
Google 広報部門の統計によると、Redditユーザーの74％は男性である。2016年、Pewリサーチセンターは米国の成人の4％がRedditを使用しており、その67％が男性であることを示す調査を発表した。ユーザーの78％がRedditからニュースを受け取る。ユーザー層は平均的にかなり若く、1％未満のユーザーが65歳以上である傾向がある。
Redditは、そのユーザー層に熱狂的な集団が存在することが一部で知られているが、これは「オフビートで、風変わりで、反体制的である」と形容されている。「スラッシュドット効果」と同様に、Redditにリンクされた後、トラフィックの大量流入によって小規模なウェブサイトがクラッシュすると、Reddit効果というものが発生する。これはRedditの「死の抱擁」とも呼ばれている。

### 競合サービス
- Baidu Tieba
- Delicious (del.icio.us)
- Digg
- Diigo
- Fark
- Hacker News
- Imzy
- Kuro5hin
- LIHKG
- MetaFilter
- Minds
- Slashdot
- Stack Exchange
- Steemit
- StumbleUpon
- Voat.co